# الدوري الكرواتي الممتاز 1995–96
الدوري الكرواتي الممتاز 1995–96 (بالكرواتية: 1. HNL 1995./96.)‏ هو الموسم 5 من  الدوري الكرواتي الممتاز. أقيم خلال الفترة 13 أغسطس 1995 وحتى 26 مايو 1996، وأشرف على تنظيمه اتحاد كرواتيا لكرة القدم، وكان عدد الأندية المشاركة فيه  12، وفاز فيه نادي دينامو زغرب.